# Eurydice peraticis
Eurydice peraticis là một loài chân đều trong họ Cirolanidae. Loài này được Jones miêu tả khoa học năm 1974.